# Christus am Ölberge
Christus am Ölberge (vertaald: Christus op de Olijfberg) is het enige oratorium van Ludwig van Beethoven. 
De muziek beeldt de emotionele onrust uit van Jezus in de tuin van Getsemane voorafgaand aan zijn kruisiging. Het werk werd in 1803 in Wenen voor het eerst uitgevoerd, maar pas in 1811 gepubliceerd. Daardoor heeft het met opus 85 een betrekkelijk hoog opusnummer.